# Ітікава (Тіба)

35°43′19″ пн. ш. 139°55′52″ сх. д. / 35.72194° пн. ш. 139.93111° сх. д.
Ітіка́ва (яп. 市川市, いちかわし, МФА: [it͡ɕi̥kawa ɕi̥]) — місто в Японії, в префектурі Тіба.

## Короткі відомості
Розташоване в північно-західній частині префектури, на березі Токійської затоки, на кордоні з Токіо. Виникло на основі стародавнього адміністративного центру провінції Сімоса. Складова Токійсько-Тібського промислового району. Основою економіки є важка промисловість, металургія, комерція. З містом пов'язана стародавня японська легенда про незрівнянну красуню Текону з Мами. Станом на 1 жовтня 2008 площа міста становила 57,40 км². Станом на 1 січня 2009 населення міста становило 473 055 осіб.

## Освіта
- Токійський медично-стоматологічний університет (додатковий кампус)

## Міста-побратими
- Gardena, США (1962)
- Leshan, КНР (1981)
- Медан, Індонезія (1989)
- Розенгайм, Німеччина (2004)
- Вонджу, Південна Корея (2005)